# The Secret of the Submarine
Pour plus de détails, voir Fiche technique et Distribution.
The Secret of the Submarine (en français, Le secret du sous-marin) est un film d'espionnage américain réalisé par George L. Sargent, sorti en 1915. Il était composé de 15 parties et toutes sont considérées comme perdues .

## Synopsis
Les héros doivent empêcher un sous-marin de tomber entre les mains des Russes ou des Japonais.

## Distribution
- Juanita Hansen : Cleo Burke. Ce furent les débuts de Juanita Hansen dans les serials[2]
- Tom Chatterton : Lt. Jarvis Hope
- Hylda Hollis : Olga Ivanoff
- Lamar Johnstone : Gerald Morton
- George Clancey : Hook Barnacle
- William Tedmarsh : Tatsuma
- Harry Edmondson : Sextus
- George Webb : Mahlin
- Hugh Bennett : Dr. Ralph Burke
- Joseph Beaudry : Calvin Montgomery
- Perry Banks
- Leona Hutton
- George Gebhardt

## Production
Le scénario a été écrit par le correspondant de guerre Richard Barry, dans la période précédant l’intervention des États-Unis dans la Première Guerre mondiale. Le film est sorti 15 jours après que le Lusitania ait été torpillé par un sous-marin allemand.